# Дженна Рассел
Дженна Рассел (5 жовтня 1967 , Паддінгтон, Великий Лондон ) — англійська актриса і співачка, що грає на сцені Лондона як у мюзиклах, так і в драмах, виступала з Королівською шекспірівською трупою. Відома за роллю Дот у фільмі «Неділя в парку» з Джорджем у Вест-Енді та на Бродвеї, номінована на премію «Тоні» та премію Лоуренса Олів'є за найкращу жіночу роль у мюзиклі. Знамалася в кількох телесеріалах, включаючи Born and Bred та Мешканці Іст-Енду.

## Життєпис та кар'єра
Рассел народилася 1967 року в Лондоні, виросла у Данді і відвідувала театральну школу Сільвії Янг. Вона сказала, що у неї було «непросте дитинство».
У 1985 році Рассел знялася в ролі дівчини Метью Крістін в комедії ITV Home to Roost. Рассел також заспівала мелодію ситкому BBC «Червоний карлик», а її версія пісні використовувалася в усіх сезонах шоу. Рассел почала свою кар'єру як дублер Епоніни і Фантини, а пізніше сама грала Фантину в «Знедолених» і виступала з Королівською шекспірівською компанією (RSC) протягом першої частини своєї кар'єри. Там були вистави «Опера жебрака» у ролі Люсі Локіт у квітні 1992 року та знову в квітні 1993 року в Барбікан-центрі. У грудні 1993 року вона також з'явилася в постановці RSC «Найдивіші мрії» Алана Ейкборна в Барбікані.
З 1990 по 1992 рік вона грала одну з головних героїнь, Меггі Ломакс, у телекомедії BBC On the Up.
Виступала в трьох шоу в The Bridewell Theatre: «У ясний день, ви можете бачити назавжди як Дейзі» (січень 2000 року), Hello Again (березень 2001 року) та на концерті The Cutting Edge у червні 2000 року . Інші сценічні роботи включають Саманта Лорд у " Високому суспільстві « в Шеффілд Крусібл, „Молода Саллі“ у „Дурні“ в театрі Шефтсбері в 1987 році, Бертранде в „Мартіна Герра“ у Вест-Ендському театрі принца Едварда (1998), Фелісіті в „Зсув“ у театрі Playhouse West Yorkshire Playhouse в Лідсі та Three Sisters у Королівському дворі.
Дженна Рассел покинула акторський склад „Пісні для нового світу“ під час репетиції, щоб зіграти Дебору Гілдер у телевізійному серіалі „Born and Bred listing“ у 2002—2005 роках
У 2005 році знялася в ролі менеджера в епізодах „Доктора Хто“, „Злий вовк“ та „Роздоріжжя“. Також у 2005 році вона зіграла головну роль Сари Браун у Вест-Ендській постановці „Хлопці та ляльки“ разом із (у різний час) Юеном Мак-Грегором, Найджелом Харманом, Сарою Ланкашир, Джейн Краковськи та Найджелом Ліндсі. За цю роль вона була номінована на премію Лоуренса Олів'є за найкращу жіночу роль у мюзиклі. У 2006 році вона замінила Анни-Джейн Кейсі в ролі Дот / Марі в лондонському фільмі Неділя в парку з Джорджем» Стівена Сондгайма, за який вона отримала премію Олів'є 2007 року за найкращу жіночу роль у мюзиклі.
Згодом вона зіграла Емі разом із Фелісіті Кендал у відродженні п'єси «Погляд Емі» у Вест-Енді у 2006 році. У 2008 році Рассел повторила свою роль Дот у бродвейській передачі "«Неділі в парку» з Джорджем". Постановка відкрилася 21 лютого 2008 року і тривала до 29 червня 2008 року в Studio 54. Рассел виграла Theatre World Award і отримала номінації на премію "Драма Деск" і премію Тоні за найкращу жіночу роль у мюзиклі, програвши Патті Люпон. У 2009 році вона з'явилася в першому епізоді воскреслого серіалу «Міндер» у ролі Петри.
Рассел двічі з'являвся у фільмі «У лісі». У постановці Donmar Warehouse в 1998 році вона зіграла Попелюшку. Для Театру просто неба Ріджентс Парк у 2010 році вона зіграла роль Дружини Бейкера. У серпні 2012 року Рассел знову вийшов на лондонську сцену в театрі Сохо в Сохо Сіндерс. Потім вона зіграла роль Мері у п'єсі Стівена Сондгайма «Весело ми катаємося» в театрі Гарольда Пінтера в лондонському Вест-Енді, після виступу на шоколадній фабриці Меньє.
З лютого 2014 року вона знялася в ролі Пенелопи Пеннівайз у лондонській постановці Urinetown: The Musical у театрі Сент-Джеймс. З вересня 2014 року вона повторює роль у постановці Вест-Енд у театрі "Аполлон "
У січні 2016 року вона знялася разом із Шейлою Хенкок у першій британській постановці «Сірих садів» (англ. Grey Gardens) у The Southwark Playhouse.
У грудні 2016 року вона замінила попередню актрису Сьюзан Таллі в ролі Мішель Фаулер у мильній опері BBC One EastEnders. У 2018 році Рассел вирішила залишити EastEnders, щоб зайнятися іншою роботою. Її останній виступ пройшов у вівторок, 17 квітня 2018 року.

## Особисте життя
Рассел є партнером актора Реймонда Култгарда. Вони обидвоє є батьками дівчинки. Рассел розповіла, що вона була на ранніх термінах вагітності, коли з'явилася в Неділю в парку з Джорджем на Бродвеї.

## Нагороди та номінації
| Рік  | Нагорода                | Категорія                   | Робота                    | Результат | Прим.         |
| ---- | ----------------------- | --------------------------- | ------------------------- | --------- | ------------- |
| 2006 | Премія Лоуренса Олів'є  | Краща жіноча роль у мюзиклі | Хлопці та ляльки          | Номінація |               |
| 2007 | Премія Лоуренса Олів'є  | Краща жіноча роль у мюзиклі | Неділя в парку з Джорджем | Перемога  |               |
| 2008 | Премія Тоні             | Краща жіноча роль у мюзиклі | Неділя в парку з Джорджем | Номінація |               |
| 2008 | Премія Драма Деск       | Видатна актриса в мюзиклі   | Неділя в парку з Джорджем | Номінація |               |
| 2008 | Премія Драматичної Ліги | Видатна продуктивність      | Неділя в парку з Джорджем | Номінація | [ 23 ] [ 24 ] |
| 2008 | Світова премія театру   | Світова премія театру       | Неділя в парку з Джорджем | Honouree  | [ 25 ]        |
| 2014 | Премія Лоуренса Олів'є  | Краща жіноча роль у мюзиклі | Весело ми котимося        | Номінація | [ 26 ]        |